# Sayat-Nova
Sayat-Nova, pseudonimo di Harutyun Sayatyan, (in armeno Սայաթ-Նովա?, in persiano سایات‌نووا‎, in georgiano საიათ-ნოვა?), (Tbilisi, 14 giugno 1712 – Haghpat, 22 settembre 1795), è stato un poeta armeno.

## Vita e opere
È considerato il più grande poeta e ashugh armeno del Settecento. La sua lirica amorosa è intensa, talora venata di malinconia talora colma di gioia. Sayat-Nova usa un linguaggio raffinato, denso di metafore e similitudini: in un periodo di oppressione culturale, i suoi canti rappresentarono una testimonianza straordinariamente vitale di amore per la vita e per la natura. 
A Sayat-Nova vengono attribuite circa 220 poesie benché si ritiene possa averne composto anche migliaia. La maggior parte di quelle arrivate fino a noi sono scritte in lingua armena mentre diverse sono quelle scritte in persiano e georgiano.

## Opere ispirate a Sayat-Nova
È stato un personaggio in grado di suscitare grande entusiasmo. Alla sua vita e alla sua arte è dedicato il film del 1968 Il colore del melograno, diretto da Sergei Parajanov.